# 이수엑사보드
주식회사 이수엑사보드는 첨단 IT제품의 핵심 부품인 고성능 PCB(HDI)를 주력으로 생산하는 제조업체로서, 이수그룹에 편입되어 있으며, 모회사는 상장사인 고다층 MLB 전문제조업체인 (주)이수페타시스이다.
공장은 안산 반월공단에 위치하고 있으며, 세계 1위 스마트폰 제조사의 메인 벤더의 지위를 가지고 있다. 일반적으로 스마트폰에 적용되는 기판은 일반적인 PCB보다 상대적으로 고집적 · 고성능을 요구받는데, 이러한 PCB를 HDI(High-Density Interconnection)라고 부르며, 이것이 이수엑사보드의 주력 제품군이다.
이 외에도 스마트폰 카메라모듈이나 소형 IT기기에 적용되는 RF-PCB 등 다양한 타입의 PCB를 양산하고 있다. 이러한 폭넓은 제품 생산 역량을 바탕으로 국내외 글로벌 IT업체와의 거래 영역을 지속적으로 확장해 나가고 있다.
iATF 16949(자동차품질경영시스템), ISO 14001(환경 경영 시스템), OHSAS 18001(안전보건경영시스템) 등 각종 국제규격을 보유하고 있으며, 베트남(빈푹)에 현지 법인을 운영 중이다.

## 연혁
- 2004년 (주)이수엑사보드 설립
- 2006년 HDI 양산 개시
- 2013년 신공장 증설 완료
- 2014년 (주)이수엑사플렉스 합병
- 2017년 신공정 mSAP라인 Set-up 완료
- 2018년 베트남 법인 설립

## 사업 부문
- 인쇄회로기판 제조 전문업체(PCB: Printed Circuit Board)

## 생산 제품
- 스마트폰용 메인기판(HDI)
- 카메라모듈용 기판(RF-PCB)
- 전장부품용 기판
- 디스플레이용 기판 등

## 사업장 위치
- 본사 : 경기도 안산시 단원구 별망로270번길 17

## 사회공헌활동(CSR)
- 초록우산 어린이재단 안산지부 정기 후원(2009년~)

## 같이 보기
- 이수그룹